# Chlorophytum lewisae
Chlorophytum lewisae är en sparrisväxtart som beskrevs av Anna Amelia Obermeyer. Chlorophytum lewisae ingår i släktet ampelliljor, och familjen sparrisväxter. Inga underarter finns listade i Catalogue of Life.